# Johan Bonny

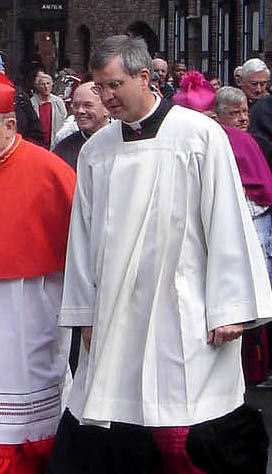
Johan Bonny 2008

Wappen von Johan Bonny.

Johan Jozef Bonny (* 10. Juli 1955 in Ostende, Provinz Westflandern, Belgien) ist ein belgischer Geistlicher und römisch-katholischer Bischof von Antwerpen.

## Leben
Johann Jozef Bonny, ältestes von fünf Kindern aus einer flämischen Bauernfamilie, studierte Philosophie und Theologie am Großen Priesterseminar in Brügge (1973; 1976–1979) und an der Katholieke Universiteit Leuven (1974–1976). Am 20. Juli 1980 empfing er in der Pfarrkirche Sint-Niklaaskerk von Moere bei Gistel in Westflandern die Priesterweihe durch den Bischof von Brügge, Emil-Jozef De Smedt. Nach einem theologischen Lizentiatisstudium an der Päpstlichen Universität Gregoriana in Rom wurde er ebenda 1982 mit einer Dissertation über Jan van Ruusbroec zum Dr. theol. promoviert. Bonny war zunächst Professor für Kirchengeschichte, Ekklesiologie, Ökumene und Spiritualität im Priesterseminar der Diözese Brügge sowie Archivar des Priesterseminars. Er war Dekan er theologischen Abteilung (1985–1991) und geistlicher Leiter (1991–1997). Zudem engagierte er sich in der Theologischen Akademie der Diözese Brügge sowie in der Jugendarbeit und Jugendpastoral. Er war Mitbegründer der Arche-Gemeinschaft in Moerkerke. Als Vorsitzender der Diözesankommission für Ökumene der Diözese Brügge war er verantwortlich für die ökumenische „Verbrüderung“ zwischen der Diözese Brügge, der anglikanischen Diözese Lincoln (GB) und der katholischen Diözese Nottingham (GB). Er war auch Mitglied der Nationalen Kommission für Ökumene und des Nationalen Unterausschusses für die Beziehungen zwischen der katholischen Kirche und den orthodoxen Kirchen. Er war Mitglied und stellvertretender Moderator des Priesterrates der Diözese Brügge.
1997 wurde Johan Bonny an die Römische Kurie berufen und Mitarbeiter im Päpstlichen Rat für die Einheit der Christen, wo er eng mit Kardinal Walter Kasper zusammenarbeitete. Bonny war verantwortlich für die ökumenischen Beziehungen zwischen der katholischen Kirche und den orthodoxen Kirchen, hauptsächlich im Nahen Osten. Er nahm an theologischen Dialogen mit der orthodoxen Kirche, mit den orthodoxen Ostkirchen (einschließlich der koptischen, syrischen, armenischen und malankischen Kirche) und mit der assyrischen Kirche teil. Er kümmerte sich auch um die Beziehungen zwischen dem Rat und einer Reihe von Gemeinschaften oder Bewegungen, wie der Communauté de Taizé und der L’Arche-Gemeinschaft. Parallel erfolgte die Ernennung durch Kardinal Godfried Danneels und den belgischen Bischöfen zum Rektor des Belgischen Kollegs in Rom, wo Priester aus allen belgischen Diözesen studieren, aber auch afrikanische Priester und griechisch-orthodoxer Studenten.
Am 28. Oktober 2008 ernannte ihn Papst Benedikt XVI. zum Bischof von Antwerpen. Die Bischofsweihe spendete ihm am 4. Januar 2009 der Vorsitzende der belgischen Bischofskonferenz und Erzbischof von Mecheln-Brüssel, Godfried Kardinal Danneels, in der Antwerpener Liebfrauenkathedrale. Mitkonsekratoren waren Walter Kardinal Kasper, Präsident des Päpstlichen Rates zur Förderung der Einheit der Christen, sein Amtsvorgänger Paul Van den Berghe und Roger Joseph Vangheluwe, Bischof von Brügge. Sein Wahlspruch lautet Agnus pascet illos („Das Lamm wird ihr Hirte sein“).
In der belgischen Bischofskonferenz ist Johan Bonny Mitglied des Bischofskomitees „Glaube und Kirche“ sowie Delegierter für die „Katholischen Nationalen Kommission für Ökumene“ und der „Konsultation christlicher Kirchen in Belgien“. Am 21. Januar 2010 ernannte ihn Papst Benedikt XVI. zudem zum Mitglied des Päpstlichen Rates zur Förderung der Einheit der Christen. Er ist Leiter der bischöflichen Kommissionen für Erziehung und Religionsunterricht, für die Universitäts- und Hochschulpastoral, für die KU Leuven, für die Seelsorge in der Binnenschifffahrt und für Apostleship of the Sea (Apostolatus Maris) sowie für Kontakte zur flämischen Regierung.
Am 16. Juni 2012 wurde Johan Bonny als Großoffizier in den Ritterorden vom Heiligen Grab zu Jerusalem investiert.
2015 befürwortete Bonny die Segnung gleichgeschlechtlicher Paare.
2024 legte er seine Tätigkeit als belgischer Missbrauchsbeauftragter zur Aufarbeitung der Missbrauchsfälle nieder. Als Grund dafür nannte er die hohe emotionale Last und sein fortgeschrittenes Alter. Sein Arzt habe ihm geraten, aufzuhören. Weiterhin nannte er auch, dass er Papst Franziskus darum bat, ihm ein Weihbischof für seine Arbeit an die Seite zu stellen, dieser dies aber ablehnte. Als Grund dafür gab er eine daraus entstehende Disbalance in der belgischen Bischofskonferenz zwischen französischen und niederländischen Bischöfen an.